# Pleopeltis squamata
Pleopeltis squamata là một loài thực vật có mạch trong họ Polypodiaceae. Loài này được (L.) J. Sm. miêu tả khoa học đầu tiên năm 1875.